# Sphodropoda mjoebergi
Sphodropoda mjoebergi es una especie de mantis de la familia Mantidae.

## Distribución geográfica
Se encuentra en Australia.